# Tapiraua
Tapiráwa (Tapiraua, Anta), jedno od plemena Tupian Indijanaca koji 1889. žive zapadno od slapova Itaboca u brazilskoj državi Pará. Oni su poznati i pod imenom Anta, a naziv tapiraua dolazi od tapiíra, u značenju tapir.
Oskudni podaci o njima govore da to pleme ima kameno oruđe i da se nisu tetovirali. Srodni susjednom plemenima Cuperob (Cupẽ-rób), a dopušta se mogućnost (Handbook of So. Am. Indians) da su im identični.